# Jungfrusund
Jungfrusund – miejscowość (tätort) w Szwecji, w regionie administracyjnym (län) Sztokholm, w gminie Ekerö.
Według danych Szwedzkiego Urzędu Statystycznego liczba ludności wyniosła: 290 (31 grudnia 2018) i 300 (31 grudnia 2019).